# John Gould
John Gould (14. září 1804 – 3. února 1881) byl anglický ornitolog. Jeho práce napomohla Charlesi Darwinovi při studiu jeho evoluční teorie.
John Gould se roku 1838 vypravil do Austrálie, aby mohl studovat tamní populaci ptáků. Výsledkem této cesty byla kniha The birds of Australia (1840–1848). Tato práce obsahovala popis 600 druhů, z čehož bylo Gouldem 328 druhů nově objeveno a pojmenováno.
John Gould pojmenoval například astrildovitého pěvce Erythrura gouldiae „amada paní Gouldové“ na počest své manželky Elizabeth, která ho doprovázela na jeho cestách po Austrálii (1838–1841).